# Liste des maires de Gap
Cet article dresse une liste par ordre de mandat des maires de Gap.

## Liste des maires
| Période                                  | Période      | Identité               | Étiquette             | Qualité |
| ---------------------------------------- | ------------ | ---------------------- | --------------------- | --- |
| Les données manquantes sont à compléter. |              |                        |                       | |
| 1814                                     |              | Charles Louis Dabon    |                       | Militaire |
| Les données manquantes sont à compléter. |              |                        |                       | |
| 1816                                     |              | Jean Joseph Amat       |                       | Avoué Député |
| Les données manquantes sont à compléter. |              |                        |                       | |
| 1871                                     | 1878         | Pierre Jules Tanc      |                       | |
| 1878                                     | 1896         | Frédéric Euzière       |                       | Avocat Député |
| 1896                                     | 1900         | Auguste Tourres        |                       | |
| 1900                                     | 1904         | Joseph Faure           |                       | Avoué Conseiller général de Barcillonnette |
| 1904                                     | 1906         | Albert Martin          |                       | |
| 1906                                     | 1908         | Férréol Jean           |                       | |
| 1908                                     | 1919         | Paul Caillat           |                       | Banquier Député |
| 1919                                     | 1924         | Louis Berne            |                       | |
| 1924                                     | 1925         | Adrien Fabre           |                       | |
| 1925                                     | 1927         | Jean Eymar             |                       | |
| 1927                                     | 1928         | Victor Provensal       |                       | |
| 1928                                     | 1929         | Paul Serres            |                       | |
| 1929                                     | 1940         | Auguste Muret          | SFIO                  | Imprimeur Conseiller général de Barcillonnette Député |
| 1940                                     | 1944         | Émile Fabre            |                       | |
| 1944                                     | 1947         | Robert Bidault         | SFIO                  | Directeur de société, conseiller général (1945-1958) |
| 1947                                     | 1971         | Émile Didier           | Parti radical         | Pharmacien Conseiller général de Barcillonnette Député Sénateur |
| mars 1971                                | mars 1989    | Bernard Givaudan       | DVD                   | |
| mars 1989                                | février 2007 | Pierre Bernard-Reymond | UDF-CDS puis UMP      | Conseiller régional de Provence-Alpes-Côte d'Azur Député Sénateur Député européen Secrétaire d'État                                                                                         |
| février 2007                             | en cours     | Roger Didier,          | PRG puis DVD puis UDI | Président de la CA du Gapençais Président de la CA Gap-Tallard-Durance Conseiller général de Gap-Centre Conseiller départemental de Gap-4 Conseiller régional de Provence-Alpes-Côte d'Azur |